# 김병철 (야구인)
김병철(1972년 4월 1일 ~ )은 전 KBO 리그 야구 선수의 외야수이다.

## 출신학교
- 1988년 ~ 1991년 : 마산고등학교
- 1991년 ~ 1995년 : 영남대학교 (1991학번)